# Claes Andersson

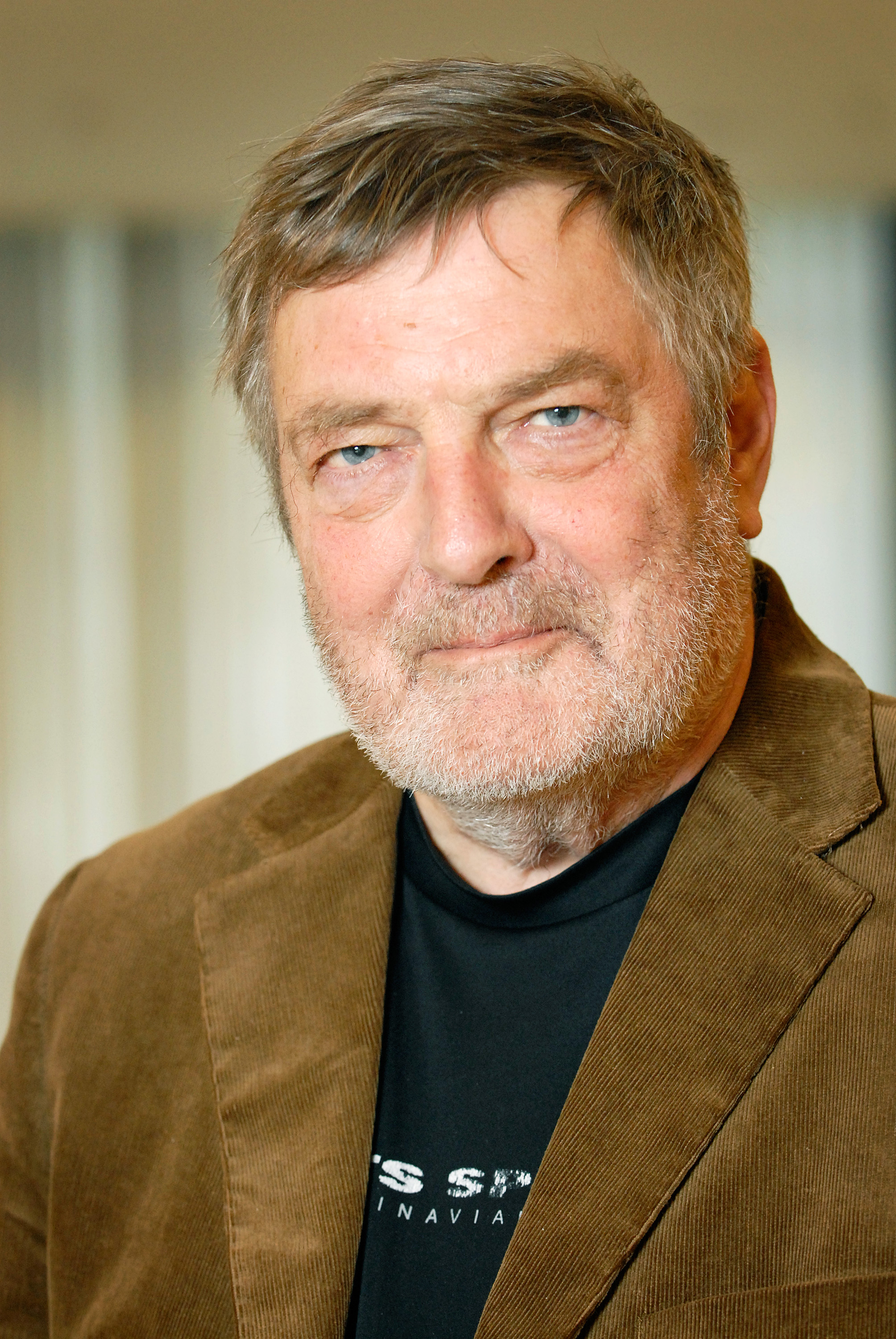
Claes Andersson (2007)

Claes Johan Rudolf Andersson (* 30. Mai 1937 in Helsinki; † 24. Juli 2019) war ein finnlandschwedischer Schriftsteller, Arzt, Politiker und Jazzmusiker.

## Leben
Andersson studierte Medizin und spezialisierte sich auf Psychiatrie. Er arbeitete als Abteilungsarzt im Krankenhaus Tammiharju von 1962 bis 1967, im Hesperia Krankenhaus von 1967 bis 1969 und als Oberarzt im Veikkola Sanatorium von 1969 bis 1973. Seine schriftstellerische Laufbahn begann 1962 mit der Gedichtsammlung Ventil. Insgesamt umfasst sein Schaffen mehr als zwanzig Lyriksammlungen, Hör- und Schauspiele sowie einige Prosawerke. Seine Arbeiten sind in sieben Sprachen übersetzt und veröffentlicht worden. In ihnen übt Andersson Gesellschaftskritik, benennt menschliche und soziale Unzulänglichkeiten, oft akzentuiert mit medizinischen Details.
Andersson war auch politisch aktiv. Von 1987 bis 1999 sowie 2007 bis 2008 saß er im finnischen Reichstag, zuerst für die Demokratische Union des Finnischen Volkes und anschließend für das Linksbündnis, dessen Vorsitzender er von 1990 bis 1998 war. Als Kandidat bei den Präsidentschaftswahlen 1994 erhielt er 3,8 Prozent der Stimmen. Vom 13. April 1994 bis zum 4. September 1998 war er in der ersten Regierung von Paavo Lipponen Kulturminister. 2008 verließ er aus gesundheitlichen Gründen den Reichstag.
Andersson war außerdem ein talentierter Jazzpianist. Er hat mehrere Platten veröffentlicht und lebte bis zu seinem Tod im Juli 2019 in Espoo.

## Werke

### Lyrik
- Ventil, 1962
- Som om ingenting hänt, 1964
- Staden heter Helsingfors, 1965
- Samhället vi dör i, 1967
- Det är inte lätt att vara villaägare i dessa tider, 1969
- Bli, tillsammans, 1970
- Rumskamrater, 1974
- Jag har mött dem. Dikter 1962–1974, 1976
- Genom sprickorna i vårt ansikte, 1977
- Trädens sånger, 1979
- Tillkortakommanden, 1981
- Under, 1984
- Det som blev ord i mig. Dikter 1962–1987, 1987
- Mina bästa dagar, 1987
- Som lyser mellan gallren, 1989
- Huden där den är som tunnast, 1991
- Dikter från havets botten, 1993, ISBN 978-91-34-51523-9
- En lycklig mänska, 1996
- Dessa underbara stränder, förbi glidande, 2002
- Mörkret regnar stjärnor, 2002
- Det är kallt, det brinner, 2004
- Tidens framfart, 2005
- Die Stadt heißt Helsinki. Stadtlichter Presse, Berlin 2007 (2. Aufl. 2017), ISBN 978-3-936271-29-4 (deutsch/schwedisch)
- Lust, 2008

### Prosa
- Bakom bilderna, 1972
- Den fagraste vår, 1976
- En mänska börjar likna sin själ, 1983
- Mina tolv politiska år, 2000
- Har du sett öknen blomma?, 2006
- Varje slag mitt hjärta slår, 2009
- Guds Profetiska Plan, 2009, ISBN 1-4392-2568-0

### Jazz CDs
- Claes Andersson Trio: These foolish things - Jazz!, Long Play Records 2002
- Claes Anderssons Orkester: Guldplattan, Alvia Records 2005

## Preise und Auszeichnungen
- 1986 Eino-Leino-Preis
- 1988 Finnland-Preis der Schwedischen Akademie
- 1994 Karl-Emil-Tollander-Preis
- 2002 Stig-Sjödin-Preis
- 2006 Gerard-Bonnier-Lyrikpreis
- 2007 Bellman-Preis
- 2016 Aniara-Preis